# Coppa dei Caraibi 1989
La Coppa dei Caraibi 1989 (Caribbean Championship 1989) fu la settima edizione della Coppa dei Caraibi (la prima con la nuova denominazione), competizione calcistica per nazione organizzata dalla CFU. La competizione si svolse nelle Barbados dal 3 luglio al 9 luglio 1989 e vide la partecipazione di sei squadre: Antille Olandesi, Barbados, Grenada, Guadalupa, Saint Kitts e Nevis e Trinidad e Tobago.
La CFU organizzò questa competizione come CFU Championship dal 1978 al 1988; dal 1989 al 1990 sotto il nome di Caribbean Championship; dall'edizione del 1991 a quella del 1998 cambiò nome e divenne Shell Caribbean Cup; le edizioni del 1999 e del 2001 si chiamarono Caribbean Nations Cup; mentre dal 2005 al 2014 la competizione si chiamò Digicel Caribbean Cup; nell'edizione del 2017 il suo nome è stato Scotibank Caribbean Cup.

## Formula
- Qualificazioni

Le Barbados (come paese ospitante) sono qualificate automaticamente alla fase finale. Rimangono 15 squadre, divise in tre gruppi di cinque squadre. Giocano partite di sola andata, le prime classificate e le due migliori seconde si qualificano alla fase finale.
- Fase finale

6 squadre, divise in due gruppi da tre squadre. Giocano partite di sola andata, le prime classificate si qualificano per la finale. La vincente si laurea campione CFU.

## Squadre partecipanti
| Pr. | Squadra                   | Data di qualificazione certa | Partecipante in quanto                                           | Partecipazioni precedenti al torneo | Ultima presenza |
| --- | ------------------------- | ---------------------------- | ---------------------------------------------------------------- | ----------------------------------- | --------------- |
| 1   | Barbados                  | -                            | Rappresentativa della nazione organizzatrice della fase finale   | 1 (1985)                            | Barbados 1985   |
| 2   | Trinidad e Tobago         | 21 maggio 1989               | 2ª classificata nel gruppo 1 della fase finale di qualificazione | 5 (1978, 1979, 1981, 1983, 1988)    | Martinica 1988  |
| 3   | Grenada                   | 6 giugno 1989                | 1ª classificata nel gruppo 1 della fase finale di qualificazione | -                                   | Esordiente      |
| 4   | Antille Olandesi          | 18 giugno 1989               | 2ª classificata nel gruppo 2 della fase finale di qualificazione | -                                   | Esordiente      |
| 5   | Guadalupa                 | 18 giugno 1989               | 1ª classificata nel gruppo 3 della fase finale di qualificazione | 3 (1981, 1985, 1988)                | Martinica 1988  |
| 6   | Saint Vincent e Grenadine | 19 giugno 1989               | 1ª classificata nel gruppo 2 della fase finale di qualificazione | 2 (1979, 1981)                      | Porto Rico 1981 |

Nella sezione "partecipazioni precedenti al torneo", le date in grassetto indicano che la nazione ha vinto quella edizione del torneo, mentre le date in corsivo indicano la nazione ospitante.

## Fase finale

### Gruppo A
| Bridgetown 3 luglio 1989 | Barbados | 1 – 0 | Guadalupa | Barbados National Stadium |

| Bridgetown 5 luglio 1989                       | Barbados  | 0 – 3        | Trinidad e Tobago | Barbados National Stadium |
| \| \| \| \| \| \| Marcatori \| Jones Morris \| |           |              |                   |                           |
|                                                |           |              |                   |                           |
|                                                | Marcatori | Jones Morris |                   |                           |

| Bridgetown 7 luglio 1989 | Trinidad e Tobago | 0 – 2 | Guadalupa | Barbados National Stadium |

| Pos | Squadra           | P.ti | G | V | N | P | GF | GS | DR |
| --- | ----------------- | ---- | - | - | - | - | -- | -- | -- |
| 1   | Trinidad e Tobago | 2    | 2 | 1 | 0 | 1 | 3  | 2  | +1 |
| 2   | Guadalupa         | 2    | 2 | 1 | 0 | 1 | 2  | 1  | +1 |
| 3   | Barbados          | 2    | 2 | 1 | 0 | 1 | 1  | 3  | -2 |

Trinidad e Tobago qualificato alla finale.

### Gruppo B
| Bridgetown 2 luglio 1989                                        | Grenada   | 2 – 0 | Saint Vincent e Grenadine | Barbados National Stadium |
| \| \| \| \| \| Joseph 17’ (rig.) Drayton 54’ \| Marcatori \| \| |           |       |                           |                           |
|                                                                 |           |       |                           |                           |
| Joseph 17’ (rig.) Drayton 54’                                   | Marcatori |       |                           |                           |

| Bridgetown 4 luglio 1989 | Antille Olandesi | 1 – 1 | Saint Vincent e Grenadine | Barbados National Stadium |

| Bridgetown 6 luglio 1989 | Grenada | 1 – 1 | Antille Olandesi | Barbados National Stadium |

| Pos | Squadra                   | P.ti | G | V | N | P | GF | GS | DR |
| --- | ------------------------- | ---- | - | - | - | - | -- | -- | -- |
| 1   | Grenada                   | 3    | 2 | 1 | 1 | 0 | 3  | 1  | +2 |
| 2   | Antille Olandesi          | 2    | 2 | 0 | 2 | 0 | 2  | 2  | 0  |
| 3   | Saint Vincent e Grenadine | 1    | 2 | 0 | 1 | 1 | 1  | 3  | -2 |

Grenada qualificato alla finale.

### Finale
| Bridgetown 9 luglio 1989                                 | Trinidad e Tobago | 2 – 1    | Grenada | Barbados National Stadium |
| \| \| \| \| \| Yorke 24’ 89’ \| Marcatori \| 84’ Hood \| |                   |          |         |                           |
|                                                          |                   |          |         |                           |
| Yorke 24’ 89’                                            | Marcatori         | 84’ Hood |         |                           |